# Bischofsmühle (Coesfeld)
Die Bischofsmühle ist eine Wassermühle in Coesfeld mit einem oberschlächtigen Wasserrad.

## Lage

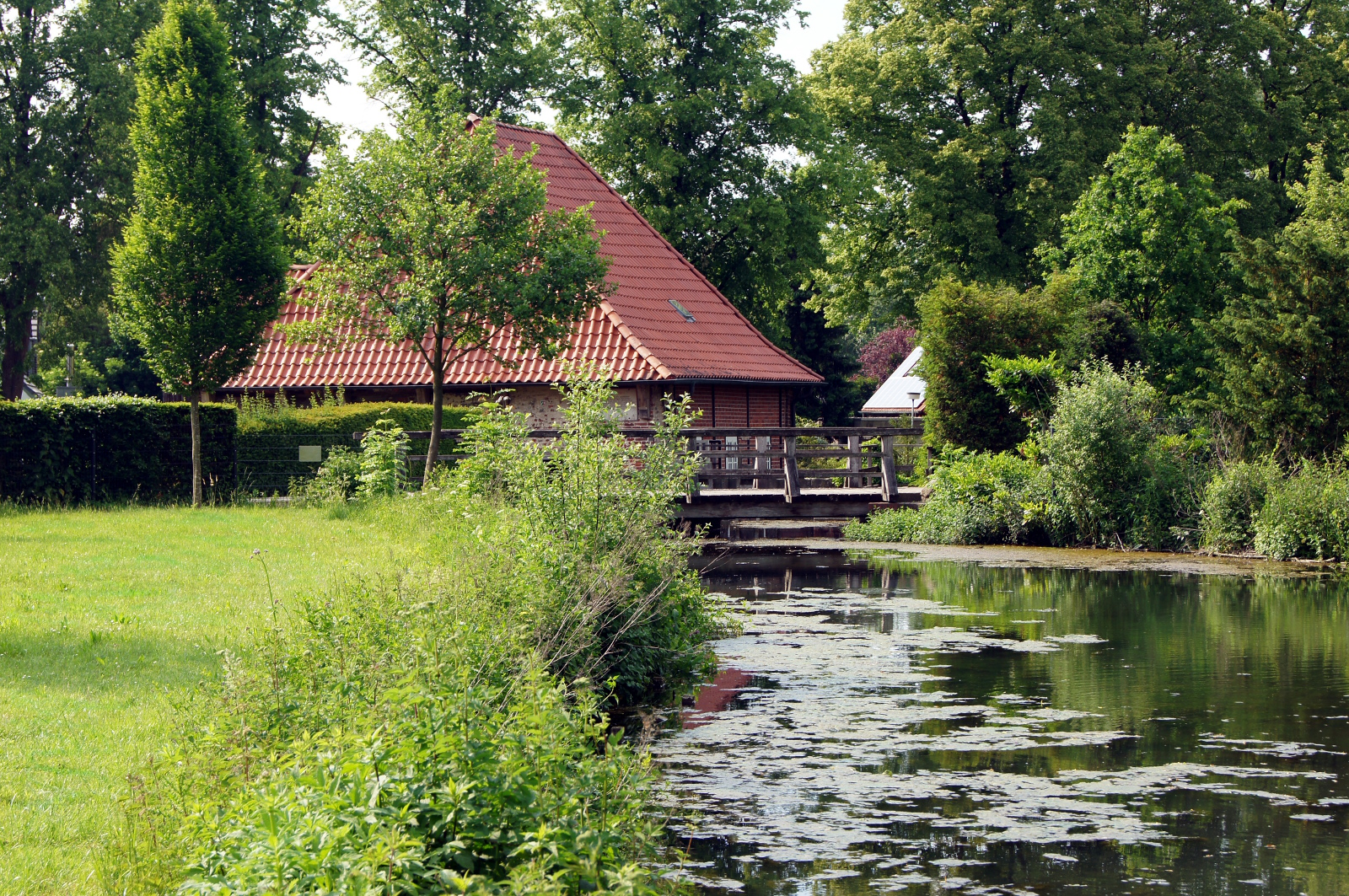
Bischofsmühle mit Honigbach

Die Bischofsmühle liegt am Honigbach gegenüber der sogenannten Klinke, wo sich früher ein Durchlass durch die Stadthagen genannte Landwehr befand. Dieser Standort liegt einen guten Kilometer südöstlich außerhalb der Stadtwälle des mittelalterlichen Coesfelds.

## Geschichte
In ihren Fundamenten ist die Bischofsmühle das älteste Gebäude der münsterländischen Kreisstadt Coesfeld. Ihre Ursprünge liegen im 12. Jahrhundert. Bei der des Öfteren zitierten Jahresangabe von 1214 am Stauwehr handelt es sich jedoch um ein Versehen; die korrekte Zahl lautet 1714 und bezieht sich auf eine Renovierung.
Der die Mühle antreibende Honigbach wurde erst nach 1248 in sein heutiges Bett verlegt, um den Coesfelder Stadtgraben zu speisen. Vorher floss er über das Bett des Hornebachs dem Tüskenbach zu. Die massive, für Mühlen untypische Bauweise – die Wände sind bis zu knapp einen Meter stark – lässt vermuten, dass der Bau bereits vor der Verlegung des Bachs an diesem Standort bestand und bis zum Umbau zur Mühle einem anderen Zweck, etwa als Wehr- oder Fluchtburg, diente.
Die Bezeichnung als Bischofsmühle (Bischopinck-Molle) weist darauf hin, dass sich die Mühle früher im Besitz des Bischofs von Münster befand. In dessen Lehensgeschichte wird bereits am Anfang des 12. Jahrhunderts eine Grymoldings-Mühle erwähnt, die in Verbindung mit den Coesfelder Urhöfen Grimping und Hüppelswick stand. Möglicherweise handelte es sich dabei schon um die heute noch vorhandene Mühle.

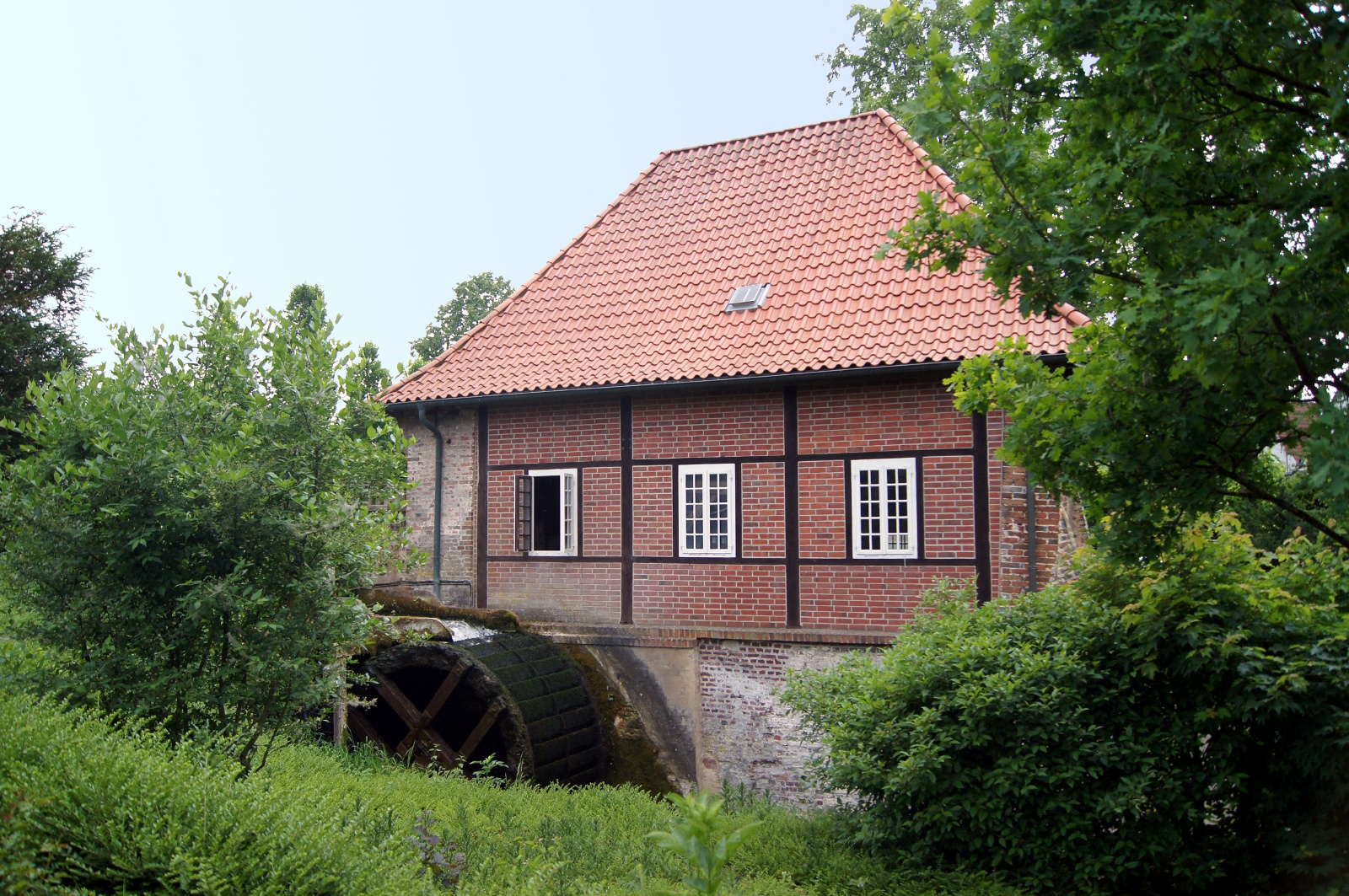
Die Mühle mit dem 1986 erneuerten Wasserrad

Wahrscheinlich im 14. Jahrhundert wurde gegenüber der Bischofsmühle eine Ölmühle errichtet, so dass die Anlage eine für das Münsterland typische Doppelmühle darstellte. Getreide- und Ölmühle, letztere ist heute nicht mehr vorhanden, sowie die umgebenden Ländereien einschließlich der heute noch vorhandenen Fischteiche wurden 1598 an Johann von Graes zur Loburg verkauft. Im Jahr 1624 wurde die Mühle erstmals einem Müller zur Pacht gegeben. 1894 ging die Mühle in das Eigentum des Richters Peter von Hamm über.

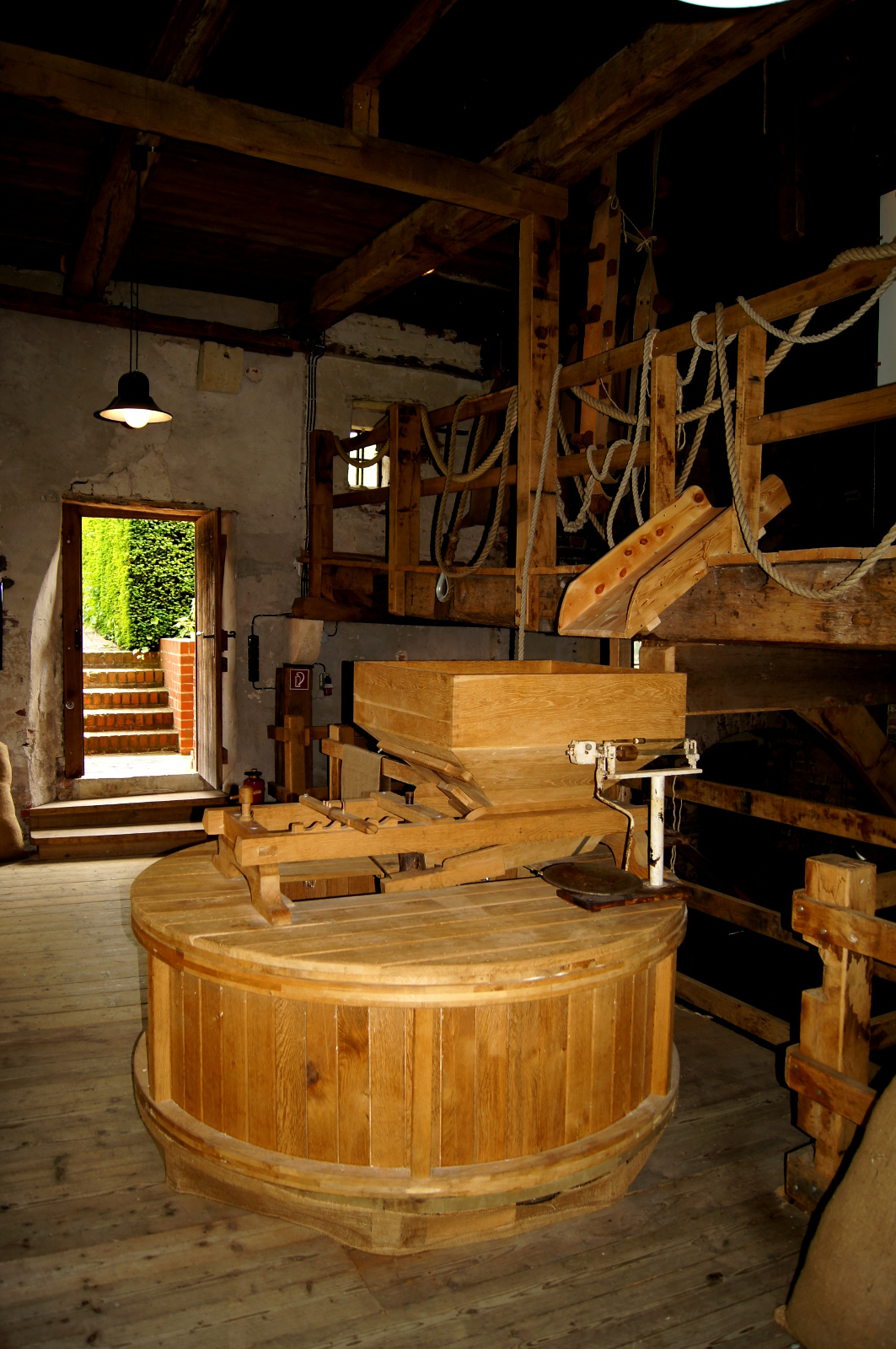
Mahlwerk in der Mühle

Zehn Jahre später, 1904, erwarb der damalige Müller Hubert Seesing das Anwesen um die Mühle für 45000 Goldmark. 1955 wurde die Feinmehlherstellung eingestellt, zehn Jahre später wurde auch die Schrotung zur Futtermittelproduktion aufgegeben und die Mühle damit endgültig stillgelegt. Der letzte Müller, Heinrich Seesing, konnte noch erleben, wie die Mühle ab 1984 saniert und 1985 von der Stadt Coesfeld unter Denkmalschutz gestellt wurde. 1986 wurde das hölzerne Wasserrad erneuert. Heute ist die Bischofsmühle eine voll funktionsfähige Museumsmühle mit einer Ausstattung aus der Zeit um 1900, die mit moderner Generatortechnik die Energie des fließenden Wassers auch zur Stromerzeugung nutzt. Die Mühle nimmt regelmäßig am Deutschen Mühlentag teil.